# Mateo & Cabrera
Mateo & Cabrera es un disco en vivo grabado a dúo por Eduardo Mateo y Fernando Cabrera el 11 de abril de 1987 en el Teatro del Notariado. Consta de doce canciones intercaladas por autoría (seis de Mateo y seis de Cabrera). La mezcla del disco estuvo a cargo de Amílcar Rodríguez, Fernando Cabrera y Eduardo Mateo. El disco salió a la venta ese mismo año bajo el sello Orfeo en formato vinilo y casete.

## Antecedentes
Entre febrero y abril de 1987 Eduardo Mateo y Fernando Cabrera formaron un dúo que se presentó asiduamente en vivo, primero en el teatro La Candela y, posteriormente, en el Teatro del Notariado. En contraste con algunas presentaciones de Mateo en vivo, el trabajo realizado junto a Cabrera se caracterizó por una gran disciplina en los conciertos y una buena cantidad de horas de ensayo. En los espectáculos, ambos músicos presentaron canciones nuevas y algunas clásicas. Los arreglos fueron siempre compartidos a dos voces y a dos guitarras, o guitarra (Cabrera) y percusión (Mateo). A instancias de Cabrera, el sello Orfeo aceptó grabar un disco en vivo representativo del ciclo, registrado el día 11 de abril en el Teatro del Notariado.

## Grabación
El día designado para la grabación del disco el dúo realizó dos presentaciones de principio a fin, y se escogieron las canciones de ambos ciclos que mejor quedaron, a criterio de Cabrera y Mateo. En este marco, la idea fue dejar registro de seis canciones de Mateo y seis de cabrera, de manera intercalada. Las tomas fueron realizadas por Daniel Blanco, Jorge Iglesias, Amílcar Rodríguez y Roberto da Silva, sonidistas de los estudios IFU (Industrias Fonográficas del Uruguay).

## Lista de canciones
| Lado A |                   |                  |          |  |
| N.º    | Título            | Escritor(es)     | Duración |  |
| 1.     | «Candombe de Ana» | Eduardo Mateo    |          |  |
| 2.     | «Por ejemplo»     | Fernando Cabrera |          |  |
| 3.     | «Yulelé»          | Eduardo Mateo    |          |  |
| 4.     | «Al mismo tiempo» | Fernando Cabrera |          |  |
| 5.     | «Todo el día»     | Fernando Cabrera |          |  |
| 6.     | «Cuatro viajes»   | Eduardo Mateo    |          |  |

| Lado B |                           |                  |          |  |
| N.º    | Título                    | Escritor(es)     | Duración |  |
| 1.     | «Que vuelva ella»         | Fernando Cabrera |          |  |
| 2.     | «El tartamudo»            | Eduardo Mateo    |          |  |
| 3.     | «El viento en la cara»    | Fernando Cabrera |          |  |
| 4.     | «La mama vieja»           | Eduardo Mateo    |          |  |
| 5.     | «Méritos y mericimientos» | Fernando Cabrera |          |  |
| 6.     | «Mejor me voy»            | Eduardo Mateo    |          |  |

## Créditos
- Eduardo Mateo: voces, guitarras, percusión.
- Fernando Cabrera: voces, guitarras.
- Andrés Fernández: fotografía de tapa.
- Mario Marotta: fotografía de contratapa e internas.
- Cristina Echegaray: diseño y armado de tapa.

## Reediciones
- En octubre de 2000, Mateo & Cabrera fue reeditado en CD por el sello Ayuí / Tacuabé.

## Repercusión
El trabajo con Cabrera liberó en cierta medida a Mateo de su imagen de «precursor en decadencia». La crítica musical fue muy buena, destacando el «supuesto rescate» de Mateo por parte de Cabrera en lo que respecta al profesionalismo y a la «moderación de los divagues» a la hora de presentarse en vivo. Sin embargo, las anteriores presentaciones de Mateo en vivo —p. ej., La Máquina del Tiempo del Anglo— no mostraban ya esos aspectos advertidos por la prensa. Por su parte, Cabrera reconoce un aprendizaje de su parte:

Yo tengo la convicción de que a Mateo trabajar conmigo no le aportó nada, musicalmente. Que él no pudo tomar nada de lo que yo hago, ningún elemento, porque prácticamente todas las cosas que yo hago están contempladas ya antes en su música. Mientras que a la inversa sí. Yo pude tomar mucha cosa de él, porque su mundo musical contemplaba el mío pero además era mucho más amplio. Ésa es la idea que tengo de la interacción que tuvimos
 Guilherme de Alencar Pinto 

Sea como fuere, el fonograma, además de ser acompañado por muy positivas críticas, vendió, en palabras de De Alencar Pinto, «no como uno de Mateo, sino como uno de Cabrera, con lo cual fue, probablemente, el largaduración más vendido desde Mateo solo bien se lame, y seguramente el más vendido desde Mateo y Trasante».